# Francisco Tárrega

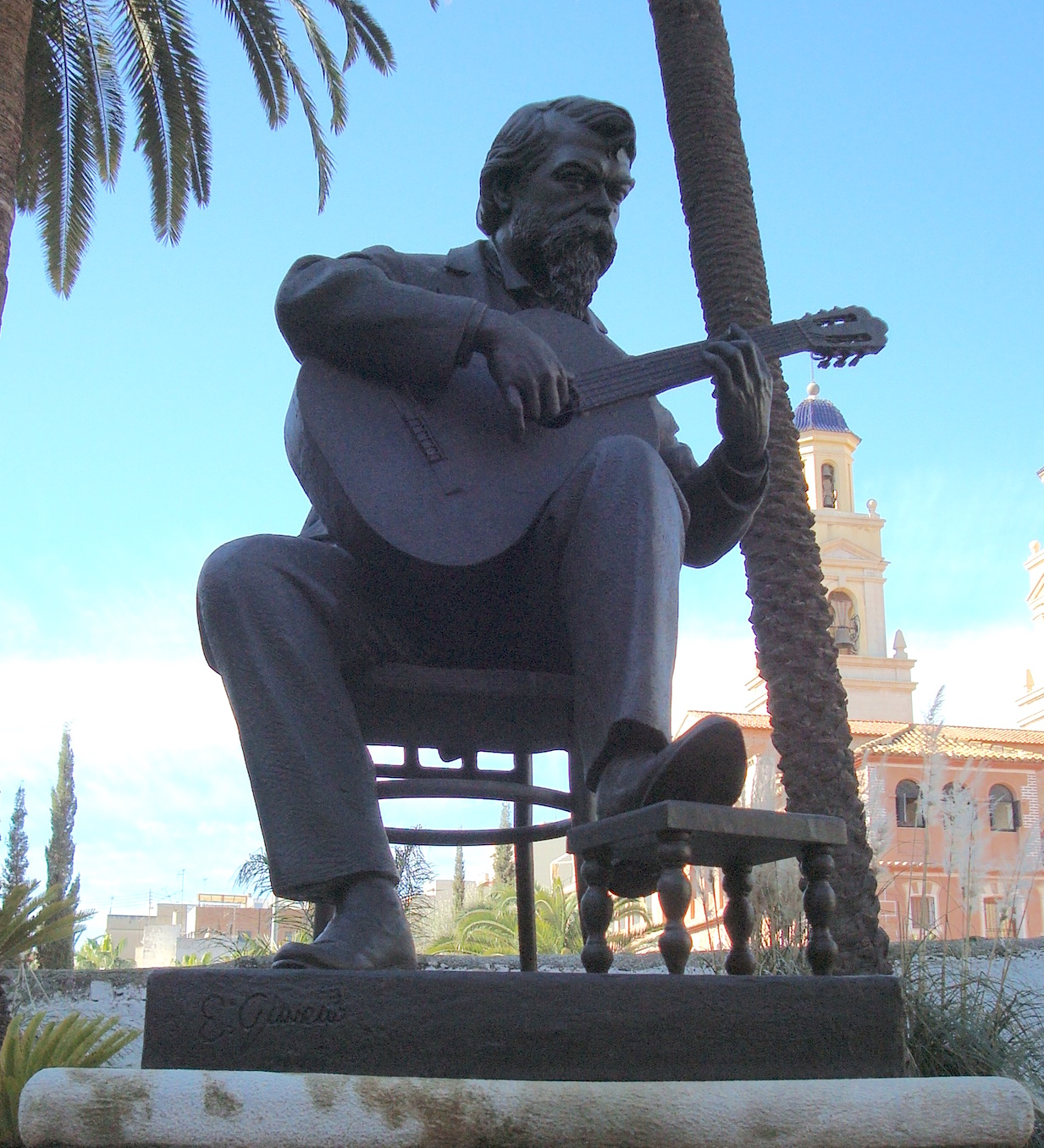
Szobra Vila-realban, Casa de Polo

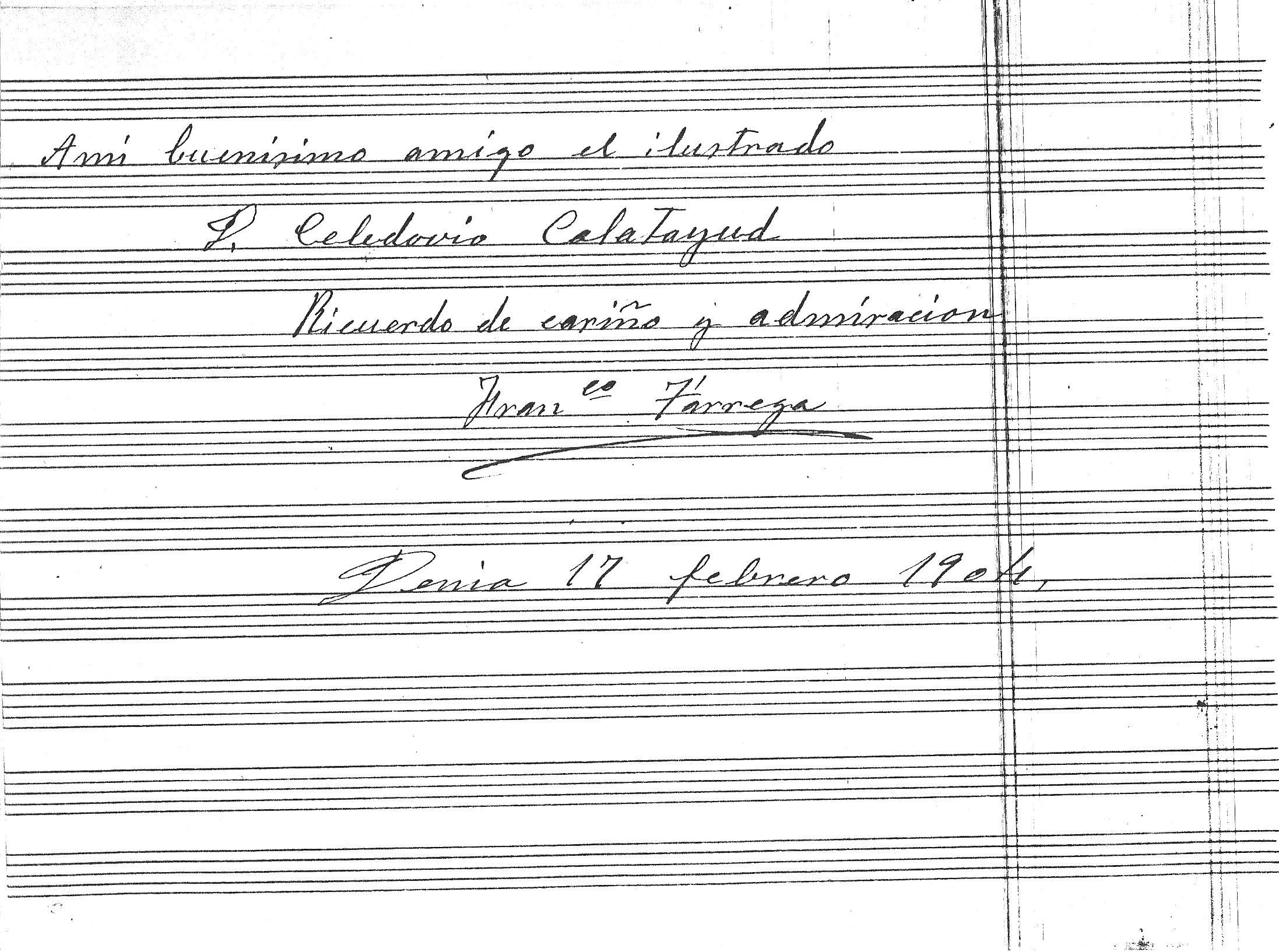
Egy tanítványának szóló ajánlása Bizet Carmen-előjátékának általa készített átiratán

Francisco Tárrega Eixea (valenciaiul Francesc d'Assís Tàrrega i Eixea) (Vila-real, Castellón, 1852. november 21. – Barcelona, 1909. december 15.) spanyolországi zeneszerző és gitárművész, a mai klasszikus gitárjáték technikájának megalapozója.

## Pályafutása
Apja pedellus volt, anyja kisegítőként dolgozott egy közeli apácazárdában. Egy csecsemőkori baleset miatt látása megsérült, ezért családja Castellónba költözött, hogy a fiú ott zenét tanuljon, és ezzel biztosítva legyen majd megélhetése akkor is, ha esetleg teljesen megvakul. Korán kitűnt muzikalitásával, 1862-ben Julián Arcas, kora híres gitárosa az ifjú tehetséget elhívta Barcelonába, gitárra tanította őt, de az alig tízéves fiú közben azt is megtanulta, hogyan lehet megélni utcai és kocsmai zenélésből. Mikor apja erről tudomást szerzett, kétségbeesetten utánament és hazahozta.
1874-től 1878-ig a madridi konzervatóriumban egy gazdag kereskedő, Antonio Canesa anyagi támogatásával Emilio Arrieta keze alatt zeneszerzést és zongorát tanult. Már az 1870-es évek végétől rendszeresen gitárkoncerteket adott és gitárt tanított. Virtuóz gitáros volt, a gitár Sarasatéjának is nevezték. Számos sikeres koncertkörutat tett Nyugat-Európában, a kor híres művészeinek társaságában mozgott. Valenciában ismerkedett meg Conxa Martínez-zel, egy gazdag özvegyasszonnyal, aki gondozásába vette, és egy házat bocsátott Tárrega és családja rendelkezésére Barcelonában. Itt alkotta legismertebb műveinek többségét.
Barcelonában halt meg 1909-ben, hamvai ma a castellóni temetőben nyugszanak.

## Munkássága
Abban az időben, mikor Tárrega a gitár felé fordult, a hangszer évszázadok óta tartó népszerűsége már lehanyatlott. A kor kultuszhangszerei a zongora és a hegedű voltak, a gitár hozzájuk képest sápadtnak, erőtlennek, az érett romantika szenvedélyes életérzésének kifejezésére alkalmatlannak tűnt. Tárregának be kellett bizonyítania, hogy ez a hangszer is meg tud felelni a kor zenei kihívásainak.
Ehhez először is egy megfelelő akusztikai adottságokkal rendelkező hangszerre volt szüksége. Antonio de Torres sevillai hangszerész az 1850-es évek közepétől már készített olyan gitárokat, amelyek a célra alkalmasak voltak. Mecénása, Antonio Canesa segítségével Tárrega szert tett egy ilyen hangszerre, melyhez évtizedeken át hű is maradt. Nagy részben Tárrega és tanítványai révén vált ez a hangszerváltozat a koncertgitár 20. századi szabványává.
Tökéletesítette a gitárjáték technikáját, sokféle pengetési móddal kísérletezett, hogy felszínre hozza a hangszerben rejlő kifejezőerőt. Eredeti gitárművei mellett Bach, Beethoven, Chopin, Schumann, Mendelssohn átiratokkal bővítette a hangszer repertoárját. Albéniz és Granados kortársaként és barátjaként gitárátiratokat készített az ő műveikből is. Sikeres európai koncertkörutakon népszerűsítette hangszerét, ezzel előkészítve a gitár 20. századi reneszánszát.

## Művei
Több, mint hetven saját kompozíciója mellett kb. 120 átiratot is készített.
| - Preludio, sobre un tema de Mendelsshon - Preludio número 6, en si mayor - La Cartagenera, sobre motivos populares - Estudio en si minor - Danza Mora, en si minor - Preludio número 4 - Lágrima, preludio en mi minor - Adelita, Mazurka - Pavana, en mi mayor - Estudio, sobre un tema de Wagner - Estudio, sobre un tema de Verdi - Estudio de Velocidad, en mi mayor - Preludio, en mi mayor - Preludio, pentatonica - Preludio número 5 - Minuetto - Estudio, en mi minor - Malagueña, Fácil - Preludio número 2 - Preludio sobre los gruppetos - Isabel, valses de Strauss - Estudio en forma de Minuetto - Estudio en arpégios, en la mayor - Danza Odalisa, en la mayor - Recuerdos de la Alhambra - Preludio número 13, sobre Schumann - Preludio número 7, en la mayor - Preludio número 8, en la mayor - Maria, Gavota - Las dos hermanitas - Estudio Brillante de Alard - Sueño, trémolo-estudio - Preludio número 9, en la mayor - Gran vals, en la mayor - Alborada, Capricho | - Estudio en terceras, en la mayor - Estudio de Damas - El Carnaval de Venicia - Preludio, en la minor - Preludio número 12, en la minor - Preludio número 14, sobre Bach - Estudio ostinato, en la mayor - Estudio de escalas, en la mayor - Marieta, Mazurka - Andantino, en la mayor - Gran jota de concierto - Preludio número 1 - Preludio número 10, en ré mayor - Rosita, Polka - La Mariposa, Estudio - El Raton, Tango - Fantasia Traviata - Endecha, Preludio - Preludio número 11, en ré mayor - Pepita, Polka - Vals, en ré mayor - Capricho Árabe, Serenata - Preludio, en ré mayor - Oremus, Preludio - Estudio de Cramer - El Columpio, en ré mayor - Fantasia Marina - Preludio número 3, en sol mayor - Preludio Sherzando, en sol mayor - Estudio sobre "J'ai du bon tabac" - Mazurka, en sol - Tango, en sol - Preludio en do mayor - Paquito, vals en do mayor - Sueño, Mazurka |

## A „Nokia dallam”
- Nokia tuneA részlet megszólaltatása zongorán

Nem tudod lejátszani a fájlt?

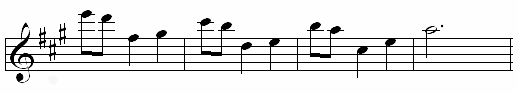
A Nokia dallam. Az utolsó A hang valójában egy oktávval lejjebb van Tárrega Gran Valsában.

Tárrega a szerzője egy közismert dallamnak, a Nokia csengőhangjának, a Nokia dallamnak (Nokia tune). A híres csengőhang Tárrega „Gran Vals” című művében található meg, melyet 1902-ben írt szóló gitárra (a régebbi Nokia készülékekben ez a csengőhang "Grande Valse" címen van). 1993-ban a Nokia megvásárolta a mű szerzői jogait. A dallam, mely a Nokia hangvédjegye, az első felismerhető csengőhang volt a mobiltelefonokon.